# FC Lausanne-Sport
FC Lausanne-Sport – szwajcarski klub piłkarski, mający siedzibę w mieście Lozanna. Lausanne posiada także sekcję lekkiej atletyki, wioślarstwa oraz hokeja na wrotkach. Został założony w 1896 roku jako Montriond Lausanne. W 1920 roku przemianowano go na obecną nazwę po fuzji z Club Hygiénique de Lausanne.
Od listopada 2020 roku swoje mecze domowe klub rozgrywa na nowym stadionie Stade de la Tuilière, mogącym pomieścić ponad 12,5 tysiąca widzów. Wcześniej (od 1954 roku) zespół występował na Stade Olympique de la Pontaise.

## Sukcesy
- Mistrzostwo Szwajcarii: 1913 (jako Montriond), 1932, 1935, 1936, 1944, 1951, 1965
- Puchar Szwajcarii: 1935, 1939, 1944, 1950, 1962, 1964, 1981, 1998, 1999.

## Skład na sezon 2017/2018
| Nr | Poz. | Piłkarz            |
| -- | ---- | ------------------ |
| 1  | BR   | Thomas Castella    |
| 4  | OB   | Jérémy Manière     |
| 5  | OB   | Alain Rochat       |
| 6  | OB   | Elton Monteiro     |
| 7  | PO   | Benjamin Kololli   |
| 8  | PO   | Joël Geissmann     |
| 10 | NA   | Gonzalo Zárate     |
| 13 | NA   | Simone Rapp        |
| 14 | PO   | Alexandre Pasche   |
| 15 | OB   | Leandro Marín      |
| 17 | PO   | Alexander Fransson |
| 18 | PO   | Andrea Maccoppi    |

| Nr | Poz. | Piłkarz             |
| -- | ---- | ------------------- |
| 19 | NA   | Francesco Margiotta |
| 20 | PO   | Maxime Dominguez    |
| 21 | PO   | Enzo Zidane         |
| 22 | BR   | Kevin Martin        |
| 24 | OB   | Noah Loosli         |
| 27 | PO   | Mersim Asllani      |
| 28 | PO   | Yeltsin Tejeda      |
| 29 | NA   | Andi Zeqiri         |
| 30 | OB   | Nicolas Gétaz       |
| 31 | PO   | Dominik Schmid      |
| 35 | BR   | Diego Berchtold     |